# Sidi Dahou el Zairs
Sidi Dahou el Zairs (em árabe: سيدي دحو الزاير), também conhecida como Sidi Dahou Zair ou Sidi Daho, é uma comuna localizada na província de Sidi Bel Abbès, Argélia. De acordo com o censo de 2008, a população total da cidade era de 5 033 habitantes.